# Socialist Standard
El Socialist Standard es una revista socialista mensual publicada sin interrupción desde septiembre de 1904 por el Partido Socialista de Gran Bretaña.
La revista se centra en un análisis Marxista de los acontecimientos actuales, particularmente los que afectan al Reino Unido.

## Historia

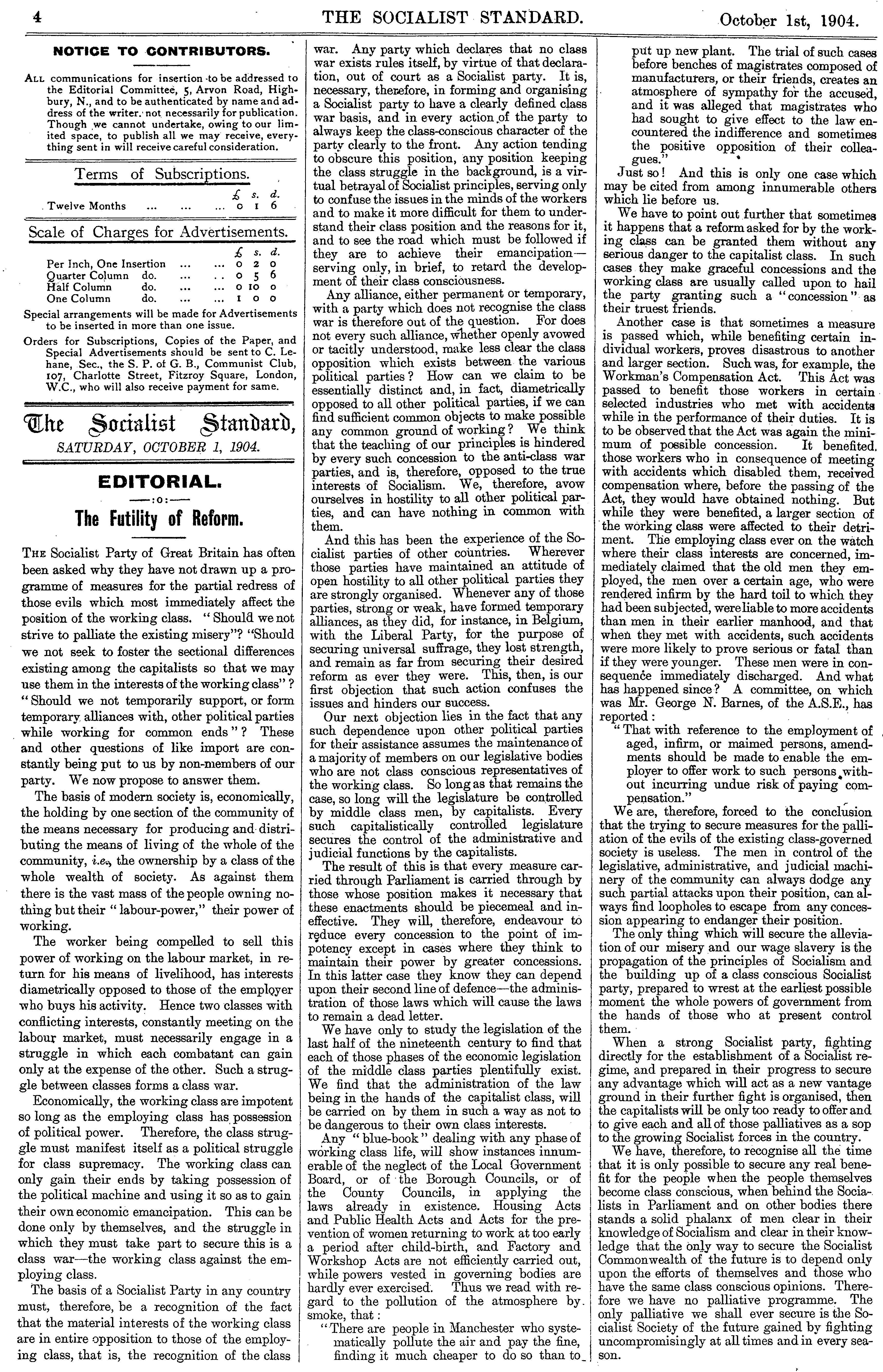
Socialist Standard Octubre 1904 Editorial Futilidad de la reforma

Los primeros editores fueron Robert Elrick y Jack Fitzgerald. Fitzgerald editado durante 25 años hasta su muerte en 1929. Originalmente, el comité editorial fue elegido.
Artículos y discursos de Karl Kautsky, Jules Guesde, Paul Lafargue, Rosa Luxemburg and August Bebel apareció regularmente en la Socialist Standard y una de sus primicias fue una entrevista con el yerno de Marx sobre la guerra ruso-japonesa.
Durante el trastorno en Rusia en 1905 una carta de Roubanovitch -en nombre del Comité Central del Partido Obrero Socialdemócrata de Rusia- pidiendo dinero para ayudar a los que luchaban contra el Zar se publicó en la Socialist Standard a petición de Huysmans de la Internacional Oficina.

### Primera Guerra Mundial
Fue colocado en una lista secreta de papeles y revistas prohibidos para la exportación durante la Primera Guerra Mundial, por su llamado a los trabajadores a rehusarse a luchar por sus países y en su lugar unirse a la guerra de clases.
En 1915 publicó un artículo escrito por un miembro del partido bolchevique (Maxim Litvinov) que pedía una solución socialista a la guerra.
Durante la Primera Guerra Mundial el estándar desafió en gran medida las regulaciones de la defensa del reino 27 y 57 introducido en noviembre de 1914 sobre el comentario perjudicial a la conducta de la guerra.
Siguiendo el consejo de la sucursal 'E' del MI5, el Ministerio del Interior prohibió que la Standard fuera enviada a cualquier destino fuera del Reino Unido.
En 1937 Sir William Bodkin declaró al Parlamento de Nueva Zelanda que la Socialist Standard era "la autoridad más destacada del mundo socialista en el Imperio Británico".
Durante la Segunda Guerra Mundial, los Reglamentos de Defensa introducidos en mayo de 1940 fueron aún más estrictamente confirmados y la oposición del Estándar al conflicto fue expresada de manera codificada, sin aparentemente artículos antiguerra.

### Postwar
De 1920-1960 Edgar Hardcastle fue el editor. En la década de 1950, entre 3000 y 4000 se estaban imprimiendo.

### SigloXXI
Desde 2000, la Socialist Standard ha sido publicada en línea.
Para celebrar el centenario del partido en 2004, se seleccionaron setenta artículos de más de diez mil de su historia, que fueron compilados y publicados en mayo en un libro llamado Socialism Or Your Money Back.
El número de junio de 2004 de la Socialist Standard era un número especial para conmemorar el centenario del partido y detallar la historia del partido.
El número de septiembre de 2004 de la Socialist Standard fue un número especial para conmemorar la publicación centenaria de la Socialist Standard.
En 2007, la conferencia resolvió que la Socialist Standard se publicara bajo una licencia creative commons.
En 2016 se informó que Bernie Sanders había sido suscriptor.
En 2017 se perdió una moción a la conferencia para dejar de imprimir la Standard y permanece impresa.